# Port lotniczy Sambailo
Port lotniczy Sambailo (IATA: SBI, ICAO: GUSB) – port lotniczy położony w Koundarze. Jest jednym z największych portów lotniczych w Gwinei.